# Daïra de Barbacha
La daïra de Barbacha est une circonscription administrative algérienne située dans la wilaya de Béjaïa et la région de Kabylie. Son chef-lieu est situé sur la commune éponyme de Barbacha.
La daïra regroupe les deux communes de Barbacha et Kendira.

## Géographie

### Localisation
| Amizour                          | Amizour                    | Tichy                      |
| Amizour                          | daïra de Barbacha          | Bouandas (Wilaya de Sétif) |
| Beni Ourtilane (Wilaya de Sétif) | Bouandas (Wilaya de Sétif) | Bouandas (Wilaya de Sétif) |